# فلیکس کریوین
فلیکس کریوین (انگلیسی: Felix Krivin; ۱۱ ژوئن ۱۹۲۸ – ۲۴ دسامبر ۲۰۱۶) نویسنده، شاعر، فیلم‌نامه‌نویس اهل اتحاد جماهیر شوروی سوسیالیستی بود. وی بین سال‌های ۱۹۶۲ تا ۲۰۱۶ میلادی فعالیت می‌کرد.